# SV Helios
SV Helios is een amateurvoetbalvereniging uit de Nederlandse stad Deventer (provincie Overijssel).

## Algemeen
De vereniging werd op 17 maart 1917 opgericht. De thuiswedstrijden worden op Sportpark Colmschate Zuid gespeeld, waar het de beschikking heeft over vier velden, waarvan sinds september 2017 één met kunstgras.
Blauw en wit zijn de clubkleuren. Het tenue bestaat uit een blauw shirt, een witte broek en blauwe kousen.
Helios heeft meidenteams in verschillende leeftijdscategorieën, en ook diverse zaalvoetbalteams.

## Historie
Ontstaan
RKSV Helios ontstond in 1940 na de fusie tussen de katholieke Deventer voetbalverenigingen Altior en Volharding-Entos. Deze waren op hun beurt ontstaan na fusies, afsplitsingen en naamswijzigingen van drie oorspronkelijke Deventer voetbalverenigingen: ODO (1914), UDI (1917) en Volharding (1917). Als oprichtingsdatum van Helios wordt de oprichtingsdatum van Volharding aangehouden: 17 maart 1917. In 1969 werd de naam van de vereniging veranderd van RKSV Helios in Sport Vereniging Helios.
Omnisportvereniging "Groot Helios"
Na de oorlog groeide RKSV Helios in korte tijd uit tot een grote vereniging met diverse takken van sport. De eerste afdelingen waren voetbal, gymnastiek en tennis en later kwamen er nog afdelingen bij voor handbal, wandelen, schaken, tafeltennis en volleybal.:p15
In 1964 gingen de afdelingen van “Groot-Helios” uiteen, om als zelfstandige verenigingen verder te gaan.:p23
Afsplitsing
In 1958 richtten ontevreden Helios-leden Sportclub Deventer op.
Eerste klasse KNVB
In 1971/72 werd Helios kampioen in de derde klasse en promoveerde naar de tweede klasse, op dat moment het op een na hoogste amateurniveau. In 1974/75 werd Helios de eerste Deventer club in de eerste klasse sinds Go Ahead Eagles eind 1954 was overgegaan naar het betaald voetbal.:p15
Vrouwenvoetbal
Al aan het begin van de jaren 90 waren er bij sv Helios twee vrouwenteams actief. Halverwege de jaren ’90 waren deze echter weer opgeheven. Daarna speelden er vele meisjes in verschillende (jongens)jeugdteams, maar nooit genoeg binnen één leeftijdscategorie om een team te kunnen opstellen. In 2009/2010 was dat wel het geval en werd het eerste meidenteam opgericht. Het aantal meidenteams groeide daarna gestaag, en van het seizoen 2013/14 t/m het seizoen 2016/17 was er bij de vrouwen ook een seniorenteam actief.
Samenwerking meiden

Helios heeft in iedere leeftijdscategorie ten minste één meidenteam, maar in de categorieën waar er slechts één team is, is er veel niveauverschil binnen dat team, en vaak is het nodig speelsters in een andere leeftijdscategorie te laten uitkomen. Om dat te voorkomen werkt Helios samen met naburige verenigingen.
In het seizoen 2017/18 combineerden Helios en SV Colmschate '33 hun MO15 en MO17, onder de naam: “ST: Helios/Colmschate '33”. Er waren 3 gecombineerde MO15 teams en 2 gecombineerde MO17 teams. De samenwerking eindigde na een half seizoen.
In het seizoen 2019/20 combineren Helios en SV Schalkhaar hun MO19 tot 2 gecombineerde teams onder de naam: “ST: SV Helios/SV Schalkhaar”.
Zaterdagvereniging
In 2010/11 werd er naast de 10 zondag seniorenteams weer een recreatief zaterdagteam ingeschreven. Na het seizoen 2011/2012 groeide het aantal zaterdagteam tot vijf teams in 2018/19, terwijl het aantal zondagteams in diezelfde periode afnam tot drie. In het seizoen 2018/19 bracht Helios naast het standaardelftal in de zondagafdeling tevens een standaardelftal uit in de zaterdagafdeling.
Op de algemene ledenvergadering van 25 november 2019 werd besloten dat Helios vanaf het seizoen 2020/21 verder zou gaan als zaterdagvereniging. Eén recreatief team bleef spelen op de zondag.

## Accommodaties
Borgele
De 'oertijd' van Helios speelde zich voor een belangrijk deel af op Borgele, meer precies het gebied tussen de fabriek van Auping aan de Laan van Borgele en de Raalterweg.:p9 'achter Auping', waar ooit ODO begon, speelden Helios’ moedervereniging VDO, VV Daventria, De Gazelle, later ook DVV Davo en DVV Labor. Een kilometer verderop speelden Helios’ moederverenigingen Altior en Volharding-Entos naast elkaar op weilanden aan de RaaIterweg, op 'hobbelige en drassige velden met kromme lijnen en uitgetrapte doelgebieden'.:p10
Gemeentelijk Sportpark
Altior en Volharding-Entos moesten wachten tot 1938 voordat ze een redelijk onderkomen kregen in het Gemeentelijk Sportpark aan het eind van de Industrieweg, een sportpark compleet met sintelbaan waarop atleten streden om de Nederlandse titels en speedwaymotoren knetterend rond daverde met daarnaast ommuurde voetbalvelden met sobere kleedgelegenheden van De CJV'ers, DVV Labor, Sallandia, Altior en Volharding-Entos.:p11
Na de oorlog moest het Gemeentelijke Sportpark verdwijnen om ruimte te maken voor de groeiende Deventer industrie.
Schalkhaar
Na lang zoeken vond Helios een nieuwe plek in Schalkhaar waar een groot terrein werd gehuurd tegenover de molen aan de weg langs Park Braband.:p13 Op 1 oktober 1947 werd het terrein in Schalkhaar in gebruik genomen:p16
Sportpark Rielerenk
In het seizoen 1968/69 verhuisde Helios van Schalkhaar naar de nieuwe sportterreinen aan de Rielerenk. Een jaar eerder was de zaterdag afdeling daar al naartoe verhuisd. Op zaterdag 21 september 1968 opende Helios er een nieuw clubgebouw.:p4:p19 Op het nieuwe sportpark "Rielerenk" betrokken behalve Helios ook Go Ahead, De Gazelle, Davo, rugbyvereniging The Pickwick Players, korfbalvereniging Hellas en Wielersportvereniging de Zwaluwen een nieuwe accommodatie.
Sportpark Colmschate Zuid
Op 17 februari 1986 begon de bouw van een nieuw clubgebouw en kleedkamers op het nieuwe sportpark “Colmschate Zuid” en pal voor het begin van het seizoen 1986/87 werd het nieuwe complex in gebruik genomen.:p5
Na het seizoen 2016/17 werd het hoofdveld vervangen door een kunstgrasveld met lichtmasten.

## Open club
Al jaren maakten muziekverenigingen en zangkoren gebruik van de accommodatie van sv Helios, was er een vaste klaverjasavond en fungeerde het clubhuis bij verkiezingen als stemlokaal.
Vanaf 2015 nam Helios gericht initiatieven om haar accommodatie beter te benutten door er ook maatschappelijke activiteiten te ontplooien voor leden, buurt- en streekgenoten. Er kwamen activiteiten voor senioren, dementerenden, vluchtelingen, mensen met beperkingen, basisschoolkinderen uit de wijk, werknemers van bedrijven op het naastgelegen industrieterrein, werkzoekenden en groeiend aantal buurtbewoners. Stagiairs van MBO en HBO opleidingen werden ingezet voor organisatie en uitvoering.:p17
Begin 2018 werd dit een stap verder gevoerd en werd de stichting “Wij(k) voor elkaar” opgericht die als doel heeft om samen met maatschappelijke partners activiteiten te ontplooien op het sportcomplex van Helios. De stichting werkt o.a. samen met het Sociale team Colmschate Zuid van de gemeente Deventer, Verbindingscentrum De Fontijn, zorggroep Solis, ROC Aventus, PACT18 jeugdzorg, RIBW Groep, Ondernemersvereniging De Weteringen. Daarnaast exploiteert Raster Kinderopvang op het complex de sportieve BSO Sam & Koen.

## Standaardelftallen

### Zaterdag
In het seizoen 2018/19 bracht Helios een standaardelftal uit in de zaterdagafdeling. Het speelde in de Vierde klasse van het KNVB-district Oost.

#### Competitieresultaat 2018/19
| \| 10 4E \| |
| 19          |
| 10 4E       |

| Vierde klasse |

### Zondag
Het standaardelftal in de zondagafdeling speelt in het seizoen 2020/21 in de Vierde klasse (3B) van het KNVB-district Oost.

#### Competitieresultaten 1942–2019
| 7 3C |

| 4 3C |

| 7 3C |

|  |

| 4 3E |

| 8 3C |

| 6 3A |

| 8 3A |

| 5 3B |

| 3 3B |

| 12 3B |

| 6 4D |

| 8 4D |

| 11 4C |

| 10 4C |

| 4 4C |

| 10 4C |

| 8 4C |

| 2 4C |

| 5 4C |

| 3 4H |

| 3 4H |

| 4 4H |

| 9 4H |

| 5 4H |

| 4 4H |

| 3 4H |

| 1 4H |

| 6 3B |

| 6 3B |

| 1 3B |

| 3 2B |

| 4 2B |

| 10 1D |

| 9 1D |

| 12 1D |

| 12 2B |

| 8 3B |

| 7 3B |

| 3 3B |

| 4 3B |

| 1 3B |

| 9 2B |

| 12 2B |

| 4 3C |

| 10 3B |

| 11 3B |

| 4 4H |

| 5 4H |

| 5 4G |

| 5 4G |

| 7 4G |

| 5 4G |

| 1 4G |

| 1 3B |

| 3 2J |

| 8 2J |

| 4 2J |

| 6 2J |

| 4 2J |

| 9 2J |

| 12 2J |

| 12 3B |

| 3 4H |

| 5 4H |

| 2 4H |

| 5 4H |

| 5 4H |

| 8 4H |

| 2 4H |

| 5 3B |

| 2 3B |

| 2 3B |

| 3 2J |

| 9 2J |

| 11 2J |

| 3 3B |

| 6 3B |

| - 3B |

| Eerste klasse | Tweede klasse | Derde klasse | Vierde klasse |

In elke staaf van de grafiek staat van boven naar beneden vermeld: 
- Eindnotering

Dit is de positie die de club heeft bereikt in de competitie, zonder eventuele beslissings-, play-off- of nacompetitiewedstrijden die nodig zijn geweest om bijvoorbeeld de kampioen van de competitie te bepalen.
Indien een * achter het getal staat is de notering een tussenstand en kan het zijn dat de notering niet overeenkomt met de uiteindelijke eindstand van de competitie.
Staat er een - dan is het seizoen nog bezig en is er geen definitieve uitslag bekend.
Staat er xx op de positie van de notering, dan heeft de club vroegtijdig de competitie verlaten. Dit kan onder andere komen door terugtrekking van het team, faillissement van de club of door een uitgedeelde straf van de KNVB. In veel gevallen staat elders in het artikel de reden vermeld.
Staat er een ? dan is het resultaat uit het verleden onbekend, en is alleen de competitie of het niveau bekend van dat seizoen.
In de seizoenen 2019/20 en 2020/21 werd wegens de coronacrisis het amateurvoetbal afgebroken. Daardoor kennen deze staven geen eindklassering (middels -- weergegeven).
- Competitieniveau en afdelingsletter of Officiële eindstand Eredivisie
  - Competitieniveau en afdelingsletter

Hierbij geeft het getal het niveau weer, dat ook terug te vinden is in de legenda. De letter is de afdelingsaanduiding en wordt gebruikt wanneer er meer afdelingen zijn op hetzelfde niveau. De afdelingsletter is altijd een hoofdletter en wordt meestal zonder nummer gebruikt.
Voorbeeld: 2F is niveau 2e klasse competitie F.
Het competitieniveau en nummer wordt niet vermeld wanneer er slechts één competitie van dit niveau was.
  - Officiële eindstand Eredivisie (getal staat tussen haakjes vermeld)

Sinds de introductie van play-offwedstrijden voor Europees voetbal na afloop van de reguliere competitie in 2005/06, is de KNVB verplicht een eindstand van de Eredivisie door te geven aan de UEFA aan de hand van deze play-offwedstrijden.
Bij deze eindstand staan clubs die zich hebben gekwalificeerd voor Europees voetbal hoger dan clubs die zich niet wisten te kwalificeren. Indien er geen verschil was tussen de eindnotering en de officiële eindstand, staat dit getal niet vermeld.

- Onderafdeling

Hier staat afgekort de naam van de onderafdeling indien de club in dat jaar in een onderafdeling uitkwam. Tevens staat deze afkorting in de legenda en wordt gelinkt naar het artikel over deze onderafdeling. Deze afkorting wordt alleen vermeld wanneer de club in het verleden in verschillende onderafdelingen heeft gespeeld. Deze vermelding is in de staaf altijd in kleine letters. Deze onderafdelingen zijn na het seizoen 1995/96 afgeschaft. Heeft de club in slechts één onderafdeling gespeeld, dan is dit alleen terug te vinden in de legenda.
Onder de staaf staat het jaartal vermeld waarin het seizoen is afgesloten. 15 verwijst naar het seizoen 2014/15 of eventueel het seizoen 1914/15.
Wanneer een staaf leeg is, zijn deze gegevens niet bekend. Het kan ook zijn dat de club dat seizoen niet heeft meegespeeld op het hogere amateurniveau, vroegtijdig de competitie heeft verlaten of uit de competitie is gezet.

In het seizoen 1944/45 was er wegens de Tweede Wereldoorlog geen regulier competitievoetbal.

## Bekende (ex-)leden
René Temmink, oud-internationaal voetbalscheidsrechter begon zijn carrière als clubscheidsrechter bij Helios.
Piet Zoomers, oprichter van de gelijknamige modeketen.
ABS Bathmen · Colmschate '33  · Davo · DSC · de Gazelle · Go-Ahead · Go Ahead Eagles · Helios · IJsselstreek · VV Lettele · RDC · Sallandia · Schalkhaar · Sportclub Deventer · Turkse Kracht · Koninklijke UD

Voormalig: De CJV-ers · Daventria · Deventer · DGS · DOTO · Labor · Puck· RODA · VV WWV